# Chabulina onychinalis
Chabulina onychinalis is een vlinder uit de familie van de grasmotten (Crambidae), uit de onderfamilie van de Spilomelinae. De wetenschappelijke naam van deze soort is voor het eerst voorgesteld als Asopia onychinalis door Achille Guenée in een publicatie uit 1854.
De soort komt voor in het Australaziatisch- en het Oriëntaals gebied. De soort komt als gevolg van menselijk handelen ook in de Verenigde Staten (Californië) voor.